# Afrophisis leptopennis
Afrophisis leptopennis är en insektsart som beskrevs av Jin, Xingbao och D.K.M. Kevan 1991. Afrophisis leptopennis ingår i släktet Afrophisis och familjen vårtbitare. Inga underarter finns listade i Catalogue of Life.